# Deuxième programme-cadre
Le deuxième programme-cadre (en abrégé FP2) était le programme cadre de l'Union européenne pour la recherche et le développement technologique sur la période allant de 1987 à 1991.

## Budget
Le budget du programme s'est élevé à 5,396 milliards d'euros.

## Priorités
Le programme définissait huit actions communautaires de recherche et de développement technologique :
- Qualité de la vie (375 millions d'euros)
- Vers un grand marché et une société de l'information et de la communication (2,275 millions d'euros)
- Modernisation des secteurs industriels (845 millions d'euros)
- Exploitation et valorisation des ressources biologiques (280 millions d'euros)
- Énergie (1,173 millions d'euros)
- Science et technique au service du développement (80 millions d'euros)
- Exploitation des fonds et valorisation des ressources marines (80 millions d'euros)
- Amélioration de la coopération scientifique et technique européenne (288 millions d'euros)

## Sources